# Heinrich Worster
Heinrich Worster (ur. 27 listopada 1909 w Osthofen, zm. 4 października 1963 tamże) – zbrodniarz hitlerowski, członek załogi obozów koncentracyjnych Dachau i Majdanek oraz SS-Hauptsturmführer.
Z zawodu był kupcem. Członek NSDAP (nr legitymacji partyjnej 1667492) i SS (nr identyfikacyjny 114309) od 1 kwietnia 1933. Służbę obozową rozpoczął w Dachau 9 listopada 1937 jako oficer w sztabie komendantury. Od maja 1939 do 15 sierpnia 1941 Worster kierował w Dachau administracją obozową. We wrześniu 1941 przeniesiono go na identyczne stanowisko do Majdanka. W obozie tym przebywał do 7 czerwca 1944. Następnie został przydzielony do Brygady Waffen-SS Gebirgs. Od stycznia 1945 pełnił służbę we Wschodniotureckim Oddziale Zbrojnym (Osttürkischen Waffenverband). Worster był członkiem organizacji Lebensborn.